# Emilia Ankiewicz
Emilia Ankiewicz (* 22. November 1990 in Elbląg) ist eine polnische Leichtathletin, die sich auf den 400-Meter-Hürdenlauf spezialisiert hat.

## Karriere
Bei der Sommer-Universiade 2015 im koreanischen Gwangju gewann sie die Silbermedaille hinter ihrer Landsfrau Joanna Linkiewicz, jedoch konnte sie sich nicht für die Weltmeisterschaften in Peking qualifizieren. Im Juni 2016 erzielte Emilia Ankiewicz bei den Leichtathletik-Europameisterschaften 2016 im Finale den achten Rang. Sie verbesserte sich die gesamte Saison hinweg und erreichte bei den Olympischen Spielen einen Halbfinaleinzug. In der Vorrunde stellte sie eine neue persönliche Bestleistung auf.
Ankiewicz studiert an der Akademia Wychowania Fizycznego Józefa Piłsudskiego w Warszawie.

## Platzierungen

### Olympische Spiele
- 2016: Halbfinale 23. mit 56,99 s

### Europameisterschaften
- 2016: Finale 8. mit 57,31 s

## Bestleistungen
- 400 Meter Hürden: 55,89 s, am 15. August 2016 in Rio de Janeiro